# کلیسای کاتولیک قبطی
کلیسای کاتولیک قبطی (انگلیسی: Coptic Catholic Church) کلیسای کاتولیک شرقی و مستقلی است که از کلیسای ارتدکس قبطی جدا شد و در ارتباط کامل با کلیسای کاتولیک در شعبه شرقی آن در رم قرار دارد، این کلیسا برای قبطی‌های کاتولیک با حفظ سنت‌ها و مراسم خاص خودشان در کلیسای قبطی می‌باشد.

## تاریخچه کلیسای قبطی‌های کاتولیک

### قرن پانزدهم
اولین تلاش برای بازگرداندن وحدت بین کلیسای کاتولیک و کلیسای ارتدوکس قبطی به اواسط قرن پانزدهم برمی‌گردد. در این زمان پاپ واتیکان، پاپ اجانیوس چهارم، برای پاپ اسکندریه یوانس یازدهم، نامه‌ای ارسال کرد و از وی برای شرکت در مجمع فلورانس دعوت به عمل آورد، به این درخواست پاپ اسکندریه جواب مثبت داد و یک هیئت که کلیسای ارتدوکس قبطی را نمایندگی می‌کرد شامل رئیس دو دیر الانبا آنطونیوس و الانبا بولا و تعدادی از راهبه‌ها و اهالی حبشه می‌شد به روم فرستاد، این هیئت یک توافقنامه با کلیسای کاتولیک در تاریخ ۴ فوریه ۱۴۴۲ امضا کرد، ولیکن به دلیل اینکه این توافقنامه نتوانست از پشتیبانی کافی در میان رهبران کلیسای قبطی ارتدوکس به‌دست بیاورد، به موفقیت نرسید.

### قرن هفدهم
در قرن هفدهم هیئت‌های اعزامی کلیسای کاتولیک غربی به مصر رسید، اولین هیئت پدر (کشیش) فرانسیسکان بود و بعد از آن یک هیئت اعزامی توسط پدر (کشیش) کبوشیین در قاهره در سال ۱۶۳۰ تأسیس شد، بعد از آن در سال ۱۶۷۵ کشیش‌های یسوعیون (کاتولیکهای متعصب) شروع به فعالیت‌های اعزام هیئتهایی بین کشورهای مسیحی نمودند. بعضی از این فرستادگان در استان الصعید مصر ماندگار شدند و توانستند که بعضی از جمعیت‌های قبطی را جذب نموده و به آیین کاتولیک وارد نمایند، در سال ۱۸۶۷ میلادی پاپ در واتیکان دستور تأسیس یک مقر وابسته به پاپ را تحت سرپرستی کشیش (پدر) فرنسیسکان برای این کاتولیکهای جدید را صادر نمود، علاوه بر این قبطی‌های کاتولیک تعدادی از جوانان خودشان را به روم برای تعلیم علوم مسیحیت و آماده شدن برای برعهده گرفتن مأموریت‌های روحانیت برای جامعه در حال رشد خودشان اعزام نمودند.
به این ترتیب تعداد مسیحیان کاتولیک در مصر روبه فزونی نهاد، در سال ۱۷۴۱ میلادی اسقف قبطی ارتدوکس اورشلیم الانبا اثناسیوس به آیین کاتولیک گروید، پاپ در واتیکان پاپ بندیکت چهاردهم وی را با سمت جانشین وابسته به خودش موظف و مکلف نمود که از حقوق قبطی‌های کاتولیک مراقبت و محافظت نماید در حالی که جمعیت آن‌ها در آن زمان تقریباً ۲۰۰۰ نفر بیشتر نبود، بعد از مدتی مجدد الانبا اثناسیوس به آیین کلیسای قبطی ارتدوکس بازگشت ولی این امر نتوانست رشد و نمو قبطی‌های کاتولیک را متوقف یا کند نماید. بعد از وی صالح مراغی مسئول اداره امور قبطی‌های کاتولیک ما بین سال‌های ۱۷۴۴ تا ۱۷۴۸ گردید، بعد از آن سه نماینده پاپ در هیئت‌های فرنسیسکانیه اداره امور قبطی‌ها کاتولیک را مدیریت و سرپرستی کردند، بعد از آن اسقف جرجا الانبا آنطونیوس فلیفل در سال ۱۷۵۸ این مسئولیت را عهده‌دار گردید و بعد از وی این مسئولیت به روکسی قدسی در سال ۱۷۸۱ واگذار شد، بدین شکل تا ۱۸۲۴ به‌طور متناوب نمایندگان وابسته به پاپ اداره امور قبطی‌های کاتولیک را عهده‌دار می‌شدند.

### قرن هجدهم
تا اینکه در سال ۱۸۲۴ واتیکان توانست اجازه حاکمان عثمانی را که بر مصر حکومت می‌کردند برای منصوب کردن یک بطریرک برای قبطی‌های کاتولیک را به‌دست بیاورد، اما این تواقفنامه فقط جوهری بود روی کاغذ و ماده عملی پیدا نکرد، در سال ۱۸۲۹ ترک‌های حاکم بر مصر اجازه دادند که قبطی‌های کاتولیک در مصر کلیساهای خاص خودشان را بسازند.
در تاریخ ۲۱ نوامبر سال ۱۸۵۹ میلادی پاپ لیون سیزدهم منشوری را به عنوان منشور مسیح پروردگار صادر و منتشر نمود که در این منشور نصب پطریرک برای قبطی‌های کاتولیک تضمین و مقرر شده بود، در همان سال قبطی‌ها به سه قلمرو اسقف‌نشین تقسیم گردید، در سال ۱۸۹۹ الانبا کیرلس دوم به عنوان پطریرک اسکندریه برای قبطی‌های کاتولیک برگزیده و انتخاب شد ولی مقر اقامت وی در قاهره بود، این زمامداری وی تا سال ۱۹۰۸ ادامه یافت.

### قرن نوزدهم
بعد از وی کرسی پطریرکی به مدت ۴۰ سال خالی بود ولی در همین مدت الانبا مکسیموس صدفاوی و بعد از وی مرقس خوزام امور قبطی‌های کاتولیک و کلیسای کاتولیک قبطی را در مصر اداره می‌کردند تا اینکه در سال ۱۹۴۷ خود مرقس خوزام به عنوان پطریرک برای اداره امور قبطی منصوب و برگزیده گردید.

## وضعیت کنونی کلیسای کاتولیک قبطی
این کلیسا (کلیسای قبطی‌های کاتولیک) نزدیک به ۲۵۰۰۰۰ کاتولیک را در مصر و دیگر کشورها در بر می‌گیرد، کلیسای قبطی امروز به ۷ منطقه اسقف‌نشین تقسیم شده‌است که از طرف ۷ «مطارنه» در المنیا و اسماعیلیه و سوهاج و اسیوط و الاقصر و از سال ۲۰۰۶ در الجیزه مدیریت و اداره می‌شود، همه این اسقف نشین‌ها تحت ریاست بطریرک اسکندریه برای قبطی‌های کاتولیک می‌باشند، این کلیسا دارای یک دیر برای زندگی عابدانه و زاهدانه است که در کنیج مربوط واقع شده‌است، به‌طور عام عمل زاهدانه در این کلیسا به زندگی در دیر خلاصه نمی‌شود بلکه هر نفر در دیر موظف است که اقدام به کارهای مختلف در خدمت به فرزندان کلیسا (اعضای کلیسا) بکند مانند کشاورزی در باغ‌های مختلف این کلیسا و…، در مصر تعداد ۵۰ نقطه و دیر برای زندگی زاهدانه فعال می‌باشند که سه مرکز آن مربوط به کلیسای قبطی‌های کاتولیک می‌باشد. این کلیسا دارای یک مدرسه دینی برای تدریس روحانیون مسیحی می‌باشد که بنام قدیس لاون نامیده می‌شود و در ناحیه المعادی از نواحی قاهره واقع شده‌است. تعداد ۱۶۰ مدرسه کاتولیکی که در تمام مصر توزیع شده‌اند تحت مدیریت این کلیسا قرار دارد، در این مدارس از همه ادیان و.. دانش آموز پذیرفته می‌شود و آموزش داده می‌شود. این کلیسا یک بیمارستان در اسیوط و تعداد زیادی درمانگاه و مراکز بهداشتی در نقاط مختلف کشور را تحت سرپرستی دارد، پطریرک افتخاری کلیسای قبطی‌های کاتولیک الانبا آنطونیوس نجیب متولد ۱۹۳۵ می‌باشد که در سال ۲۰۰۶ به این مقام برگزیده شد. این کلیسا عضو شورای جهانی کلیساها نمی‌باشد ولی عضو شورای کلیساهای خاورمیانه می‌باشد، این کلیسا روابط بسیار خوبی با سایر فرقه‌ها و طوائف مسیحی در خاورمیانه دارد و نقش بسیار مثبت و زیادی در تحکیم روابط برادرانه بین مسیحی‌ها و مسلمین بازی کرده و می‌کند در سال ۲۰۱۳ با کامیابی تمام ابراهیم اسحاق توسط شورای روحانیون کلیسای قبطی که در ۱۲ ژانویه ۲۰۱۳ تا ۱۵ ژانویه ۲۰۱۳ برگزار شد، به عنوان پطریرک کلیسای کاتولیک قبطی انتخاب گردید، وی به‌طور رسمی از ۱۸ ژانویه ۲۰۱۳ جانشین بطریرک الکاردینال أنطونیوس نجیب که بخاطر وضعیت سلامتی و پزشکی داوطلبانه از این مقام کناره گرفته بود گردید، وی در تاریخ ۱۲ مارس ۲۰۱۳ بر این کرسی نشست بدین ترتیب وی ششمین پطریرک کلیسای کاتولیک قبطی در تاریخ این کلیسا می‌باشد.